# 郭启勇
郭启勇（1958年—），浙江东阳人，汉族，中华人民共和国政治人物、第十二届全国人民代表大会辽宁地区代表。

## 生平
毕业于日本奈良县立医科大学，加入中国共产党。2013年，被选为全国人大代表。
担任中国医科大学副校长，中国医科大学附属盛京医院院长，中国医科大学医院管理研究所所长、中国医科大学影像系主任、放射科主任、教授、博导，东北大学兼职博导，享受国务院政府特殊津贴。